# ژان پل مندی (بازیکن فوتبال)
ژان پل مندی (انگلیسی: Jean-Paul Mendy؛ زادهٔ ۱۵ اوت ۱۹۸۲) بازیکن فوتبال اهل فرانسه است.